# Hirotugu Akaike
Hirotsugu Akaike (赤池 弘次) (5 de novembro de 1927 - 4 de agosto de 2009) foi um especialista em estatística japonês.

## Carreira
Nos anos 1970 formulou um critério de informação para a identificação de modelo, conhecido como critério de informação de Akaike (AIC).
Em 2006, Akaike recebeu o Prémio Kyoto pelas suas contribuições para a ciência e modelagem estatística.
Em entrevista, explicou como estudou modelos de análise estatística para resolver problemas reais. Interessou-se sobretudo por modelos em que os dados pudessem ser manipulados. Este tipo de análise resultou da forma como eram analisadas sequências de preços; havia concluído que essas análises, feitas em termos temporais, eram praticamente inúteis. O modelo de análise que criou, e que tem o seu nome, foi aplicado ao estudo da fluidez de tráfico automóvel em grandes cidades. O mesmo modelo foi aplicado na indústria têxtil. Foi um sucesso.
Ao longo de 10 anos, Hirotugu Akaike foi contactando com pessoas influentes com quem desenvolveu a confiança para propor o uso do seu modelo estatístico, o que fez sempre com sucesso.
Hirotugu Akaike considerava que o seu modelo tinha sido fruto de um acaso afortunado e que era um modelo realmente simples. Na realidade, o seu percurso foi complexo, pois não havia nenhum ramo da engenharia ou da estatística em que o seu modelo se encaixasse. Assim sendo, esteve sempre nos limites de outras ciências e de outras atividades além do tráfego automóvel e indústria. O seu modelo estatístico foi alargando o seu âmbito até à análise de procedimentos industriais complexos, incluindo o aproveitamento da produção de energia, que era feito já com grande qualidade.
O seu modelo estatístico era também apropriado para o estudo e previsão de situações futuras com grande rigor.
Embora o seu modelo tivesse sido sujeito a críticas, continuou o seu trabalho, aplicando-o ao estudo do clima e sismologia.
Previsão e entropia foram também objeto de aplicação do modelo, assim como a formulação de hipóteses partindo de dados (informações não numéricas).

## Obras
A sua obra publicada é extensa:
- AKAIKE, H. (1956). On a zero-one process and some of its applications. Ann. Inst. Statist. Math. 8 87-94.
- AKAIKE, H. (1959). On the statistical control of the gap process. Ann. Inst. Statist. Math. 10 233-259.
- AKAIKE, H. (1967). Some problems in the application of the cross spectral method. In Spectral Analysis of Time Series (B. Harris, ed.) 81-107. Wiley, New York.
- AKAIKE, H. (1968). On the use of a linear model for the identification of feedback systems. Ann. Inst. Statist. Math. 20 425-429.
- AKAIKE, H. (1970). On a semi-automatic power spectrum estimation procedure. In Proceedings of the Third Hawaii International Conference on System Sciences 974-977. Western Periodicals Company, Honolulu.
- AKAIKE, H. (1974a). A new look at the statistical model identification. IEEE Trans. Automat. Control AC-19 716-723.
- AKAIKE, H. (1974b). Markovian representation of stochastic processes and its application to the analysis of autoregressive moving average processes. Ann. Inst. Statist. Math. 26 363-387.
- AKAIKE, H. (1977a). An objective use of Bayesian models. Ann. Inst. Statist. Math. 29 9-20.
- AKAIKE, H. (1977b). On entropy maximization principle. In Applications of Statistics (P. R. Krishnaiah, ed.) 27-41. North-Holland, Amsterdam.
- AKAIKE, H. (1977c). Canonical correlation analysis of time series and the use of an information criterion. In System Identification: Advances and Case Studies (R. K. Mehra and D. G. Laniotis, eds.) 29-76. Academic, New York.
- AKAIKE, H. (1978). A Bayesian analysis of the minimum MC procedure. Ann. Inst. Statist. Math. 30 9-14.
- AKAIKE, H. (1979). A Bayesian extension of the minimum AIC procedure of autoregressive model fitting. Biometrika 66 237-242.
- AKAIKE, H. (1980). Likelihood and the Bayes procedure. In Bayesian Statistics (J. M. Bernardo, M. H. DeGroot, D. V. Lindley and A. F. M. Smith, eds.) 143-166. Univ. Press Valencia.
- AKAIKE, H. (1994). Implications of informational point of view on the development of statistical science. In Proceedings of the First US /JAPAN Conference on The Frontiers of Statistical Modeling: An Informational Approach 3 (H. Bozdogan, ed.) 27-38. Kluwer, Dordrecht.
- AKAIKE, H. and KANESHIGE, I. (1962). Some estimation of vehicle suspension system's frequency response by cross-spectral method. In Proceedings of the 12th Japan National Congress for Applied Mechanics 241-244. Univ. Tokyo Press.
- AKAIKE, H. and NAKAGAWA, T. (1988). Statistical Analysis and Control of Dynamic Systems. Kluwer, Dordrecht.
- AKAIKE, H. and YAMANOUCHI, Y. (1962). On the statistical estimation of frequency response function. Ann. Inst. Statist. Math. 14 23-56.
- DAVISSON, L. D. (1966). The prediction error of stationary Gaussian time series of unknown covariance. IEEE Trans. Inform. Theory IT-11 527-532.
- FISHER, R. A. (1935). The logic of inductive inference. J. Roy. Statist. Soc. Ser. A 98 39-54.
- FUKUNISHI, K. (1977). Diagnostic analyses of a nuclear power plant using multivariate autoregressive processes. Nuclear Science and Engineering 62 215-225.
- JOHNSON, N. L. and KOTZ, S., eds. (1991). Breakthroughs in Statistics. Volume I: Foundations and Basic Theory. Springer, New York.
- JONES, R. H. (1975a). Probability estimation using a multinomial logistic function. J. Statist. Comput. Simulation 3 315-329.
- JONES, R. H. (1975b). Estimation of spatial wave number spectra and falloff rate with unequally spaced observations. J. Atmospheric Sci. 32 260-268.
- NAKAMURA, H. (1994). Statistical identification and optimal control of thermal power plants. In Proceedings of the First US /Japan Conference on the Frontiers of Statistical Modeling: An Informational Approach 3 (H. Bozdogan, ed.) 57-79. Kluwer, Dordrecht.
- NAKAMURA, H. and AKAIKE, H. (1981). Statistical identification for optimal control of supercritical thermal power plants. Automatica 17 143-155.
- PEIRCE, C. S. (1955). Abduction and induction. In Philosphical Writings of Peirce (J. Buchler, ed.), 150-156. Dover, New York.
- THIS WEEK'S CITATION CLASSIC (1981). Current Contents 51 22 (December 21). [Also included in (1986) Contemporary Classics in Engineering and Applied Science 42 (A. Thackary, ed.) ISI Press, Philadelphia.
- TIKHNOV, A. N. (1965). Incorrect problems of linear algebra and a stable method for their solution Soviet Math. Dokl. 6 989-991.
- WADA, T., AKAIKE, H., YAMADA, Y. and UDAGAWA, E. (1988). Application of multivariate autoregressive modelling for analysis of immunologic networks in man. Comput. Math. Appl. 15 713-722.
- WADA, T., SATA, S. and MATSUO, N. (1993). Application of multivariate autoregressive modeling for analyzing chloride/ potassium/bicarbonate relationship in the body. Medical and Biological Engineering and Computers 31 S99-S107.

## Curiosidades
A 5 de Novembro de 2017, através de um Doodle, a Google comemorou aquele que seria o 90º aniversário de Hirotsugu Akaike .